# Vatican Magazin
Vatican Magazin (Eigenschreibweise VATICAN magazin) ist ein deutschsprachiges, unabhängiges, katholisches Kultur- und Nachrichtenmagazin aus Rom. Das Monatsmagazin ist aus dem englischsprachigen Inside the Vatican-Magazin hervorgegangen. Die Zeitschrift trägt den Untertitel „Schönheit und Drama der Weltkirche“.

## Inhalte
Das Vatican Magazin berichtet über Papst und Weltkirche. Die Autoren greifen Themenschwerpunkte zu aktuellen kirchlichen Entwicklungen auf und behandeln Themen der Kultur, sakralen Kunst und Architektur. Außerdem vermitteln Foto-Essays, Interviews, Analysen, theologische, philosophische und sozialwissenschaftliche Essays Einblicke in die Kirche und das Leben der Christen aus aller Welt. Das Vatican Magazin ist nicht das „Amtsblatt“ des Vatikans, sondern versteht sich als kirchenunabhängiges Magazin. Die kirchenpolitische Linie ist generell konservativ; so wurde das Magazin etwa vom offiziellen kirchlichen Online-Portal katholisch.de als „Kristallisationspunkt der konservativ-papsttreuen Gegenöffentlichkeit deutscher Zunge“ bezeichnet.

## Auflage
Das Magazin erscheint 10 Mal im Jahr (im Sommer zwei Doppelnummern) im Fe-Medienverlag im schwäbischen Kißlegg. Die Gesamtauflage beträgt 5600 Exemplare (Stand: Mai 2012) und ist flächendeckend als Abonnement oder auch an den Kiosken und im Zeitschriftenhandel zu finden. Es erscheint in Deutschland, Österreich, Luxemburg und in der Schweiz.

## Geschichte
Ursprünglich startete das Vatican Magazin als deutsche Ausgabe von Inside the Vatican. Doch Inside the Vatican konnte für die deutschsprachige Redaktion nicht mehr die nötigen Arbeitsbedingungen sicherstellen. Das Magazin ist seit Ende 2006 selbständig und wird eigenverantwortlich von der deutschen Redaktion in der Via delle Mura Aurelie in Rom, unweit des Apostolischen Palastes, geleitet. Es erschien erstmals am 18. Juni 2007 im Fe-Medienverlag. Die Aufgabe ehrenamtlicher Herausgeber haben Paul Badde, Korrespondent von Die Welt in Italien, und Norbert Neuhaus, zuletzt Generalsekretär des Hilfswerks Kirche in Not. Im Juni 2022 löste Monika Gräfin Wolff Metternich Badde ab und wurde Mitherausgeberin. Die Chefredaktion haben Guido Horst und Natalie Nordio inne. Horst ist zugleich römischer Korrespondent der konservativ-katholischen deutschsprachigen Wochenzeitung Die Tagespost.